# Європейська Конференція Міністрів Транспорту

Мапа з країнами-учасниками ЄКМТ

Європейська Конференція Міністрів Транспорту (скор. ЄКМТ, англ. European Conference of Ministers of Transport ECMT) - це міжурядова транспортна організація, створена на конференції міністрів транспорту 16 європейських держав на підставі Брюссельського Протоколу 17 жовтня 1953 року. Конференція є форумом, на якому міністри держав-членів організації, відповідальні за питання транспорту, обговорюють проблеми, пов'язані з транспортом, і виробляють загальні політичні рішення, спрямовані на забезпечення раціонального і узгодженого розвитку транспортної системи в Європі.

## Країни члени ЄКМТ
| - Албанія - Вірменія - Австрія - Бельгія - Білорусь - Боснія і Герцеговина - Болгарія - Данія - Німеччина - Ісландія - Фінляндія - Франція - Грузія - Греція - Ірландія | - Італія - Хорватія - Литва - Ліхтенштейн - Латвія - Люксембург - Мальта - Північна Македонія - Молдова - Чорногорія - Нідерланди - Норвегія - Польща - Португалія | - Румунія - Росія - Швеція - Швейцарія - Сербія - Словенія - Словаччина - Іспанія - Чехія - Туреччина - Україна - Угорщина - Велика Британія |

## Дозвільні документи ЄКМТ в Україні
Завдяки тому, що Україна є членом Європейської Конференції Міністрів Транспорту, в України діє міжнародний дозвільний документ ЄКМТ.
Дозвіл ЄКМТ  - багаторазовий документ, який дозволяє використання автомобільного транспортну для міжнародного перевезення вантажу або проїзду без вантажу територією іноземних держав які є членами ЄКМТ.